# Ben-Hur (film din 1925)
Ben-Hur (titlu original în engleză: Ben-Hur: A Tale of the Christ) este un film epic mut american din 1925 regizat de Fred Niblo. Are în roluri principale pe Ramón Novarro și Francis X. Bushman și este bazat pe romanul Ben-Hur: O poveste despre Hristos din 1860 scris de Lew Wallace. Aceasta a fost a doua ecranizare a romanului, după cea din 1907.
În 1997 Ben-Hur a fost ales pentru conservare în National Film Registry de către Library of Congress ca fiind "semnificativ din punct de vedere cultural, istoric sau estetic".

## Subiect
Judah Ben-Hur este un evreu bogat și prieten din copilărie al tribunului roman Messala. După ce un accident conduce la arestarea lui Ben-Hur Messala, care a devenit corupt și arogant, se asigură că Ben-Hur și familia sa sunt trimiși la închisoare și separați.
Ben-Hur este condamnat să servească în calitate de sclav pe galerele de război romane. Pe drum îl întâlnește pe Iisus, fiul tâmplarului care îi oferă apă. Odată ajuns la bordul navei, atitudinea sa sfidătoare și forța îl impresionează pe amiralul roman Quintus Arrius care îi permite să fie eliberat din lanțuri. Acest lucru funcționează în avantajul amiralului deoarece atunci când nava este atacată și scufundată de pirați, Ben-Hur reușește să îl salveze de la înec.
Arrius îl tratează apoi pe Ben-Hur ca pe propriul fiu iar odată cu trecerea anilor tânărul devine un bărbat puternic și un pilot de care de succes. Aceasta conduce la confruntarea sa cu Messala în cursa de care în care Ben-Hur devine învingător. Totuși, spre deosebire de varianta din 1959, Messala nu moare în film.
Ben-Hur se reunește cu mama și sora sa, care suferă de lepră dar sunt vindecați miraculos de Iisus.

## Distribuție
- Ramón Novarro - Judah Ben-Hur
- Francis X. Bushman - Messala
- May McAvoy - Esther
- Betty Bronson - Mary
- Kathleen Key - Tirzah
- Carmel Myers - Iras
- Nigel De Brulier - Simonides
- Mitchell Lewis - Șahul Ilderim
- Leo White - Sanballat
- Frank Currier - Quintus Arrius
- Charles Belcher - Baltazar
- Dale Fuller - Amrah
- Winter Hall - Iosif

## Producție
Ben-Hur: O poveste despre Hristos a înregistrat un succes important ca roman și a fost adaptat într-o piesă de teatru care a rulat timp de 25 de ani. În 1922, la doi ani după ultimul turneu al piesei, compania Goldwyn a cumpărat drepturile de ecranizare ale cărții. Producătorul piesei, Abraham Erlanger, a cerut un preț mare pe drepturile de ecranizare. Erlanger a fost convins să accepte un profit generos și aprobarea totală privind fiecare aspect al filmului.
Filmările au început în Roma, Italia în octombrie 1923 sub regia lui Charles Brabin care a fost înlocuit la scurt timp după începerea filmărilor. Redistribuirile adiționale (inclusiv a lui Novarro în rolul lui Ben-Hur) și schimbarea regizorului au făcut ca filmul să depășească cu mult bugetul. După doi ani de dificultăți și accidente producția a fost mutată la Los Angeles și a fost reluată în primăvara anului 1925.
Costurile au ajuns în cele din urmă la 3,9 milioane de dolari, Ben-Hur fiind astfel cel mai scump film al epocii mute.
Pentru scena cursei de care au fost turnate 60.960 m de film care a fost în cele din urmă editat la 229 m. Criticul de film Kevin Brownlow a numit secvența cursei de care la fel de creativă și influentă pentru istoria cinematografiei la fel scena cu pașii din Crucișătorul Potyomkin, care a introdus conceptul modern de montaj în cinematografie. Această scenă a fost frecvent imitată. În versiunea din 1959 a fost practic reprodusă cadru cu cadru, copiată în filmul animat Prințul Egiptului din 1998 și imitată în cursa din filmul Războiul stelelor - Episodul I: Amenințarea fantomei din 1999.
Câteva scene din film au fost turnate în Technicolor în două culori, în special scenele cu Iisus. Unul dintre regizorii asistenți pentru această secvență a fost tânărul William Wyler, cel care a regizat versiunea din 1959.

## Receptare
Departamentul de publicitate al studioului a realizat o campanie agresivă de promovare a filmului, numindu-l "Filmul pe care fiecare creștin trebuie să îl vadă!" și "Capodopera supremă a cinematografiei". Deși spectatorii s-au înghesuit să vadă filmul după premiera din 1925 iar filmul a avut încasări de 9 milioane de dolari în toată lumea, costurile mari de producție și înțelegerea cu Erlanger l-au făcut un eșec financiar pentru MGM. A avut pierderi totale de 698.000 de dolari.
Totuși, în materie de publicitate și prestigiu, filmul a înregistrat un succes major, marcând reputația noului studio MGM de studio important.
Filmul a fost relansat în 1931 cu o coloană sonoră realizată de compozitorii William Axt și David Mendoza, precum și efecte sonore. Pe măsură ce deceniile au trecut, segmentele originale Technicolor în două culori au fost înlocuite cu versiunile alb-negru. Ben-Hur a avut încasări de 1.352.000 de dolari în timpul relansării și a înregistrat un profit de 779.000 dolari, însemnând că a avut un profit general de 81.000 dolari. Este de asemenea unul din puținele filme care să aibă un scor de 100% pe Rotten Tomatoes.

## Restaurare
Scenele Technicolor au fost considerate pierdute până în anii 1980 când Turner Entertainment (care a achiziționat drepturile filmului) a găsit secvențele într-o arhivă de film cehă. Materialele actuale ale versiunii din 1925 sunt restaurarea supervizată de Turner. Restaurarea include secvențele Technicolor în două culori pentru a reproduce versiunea originală. A fost adăugată și o nouă coloană sonoră cu sunet stereo compusă de Carl Davis și înregistrată de Orchestra Filarmonică din Londra.

## Lansarea pe DVD
Ben-Hur a fost lansat pe DVD, cu tot cu segmentele Technicolor, împreună cu filmul din 1959 pe ediția de colecție pe patru discuri DVD din 2005, precum și pe ediția de colecție pe trei discuri Blu-ray din 2011. 

## Vezi și
- Listă de filme bazate pe Biblie
- Listă de filme produse de Metro-Goldwyn-Mayer
- Listă de filme cu ratingul 100% pe Rotten Tomatoes
- Listă de filme despre Roma antică
- 1925 în film